# Jimmy Briand
Jimmy Briand (wym. [dʒimi bʁiɑ̃]; ur. 2 sierpnia 1985 w Vitry-sur-Seine) – francuski piłkarz występujący na pozycji napastnika we francuskim klubie Girondins Bordeaux.

## Kariera klubowa
Jimmy Briand zawodową karierę rozpoczynał w 2002 w drużynie Stade Rennais FC. W Ligue 1 zadebiutował 20 maja 2003 w zremisowanym 0:0 meczu Paris Saint-Germain, kiedy to w 67. minucie zmienił Alexandra Freia. Było to jedyne spotkanie Brianda w sezonie 2002/2003, jednak później występował już coraz częściej. Miejsce w podstawowym składzie na stałe Briand wywalczył sobie w sezonie 2005/2006, w którym rozegrał 29 meczów w Ligue 1. W kolejnych rozgrywkach francuski napastnik w 37 spotkaniach strzelił 9 goli, dzięki czemu obok Johna Utaki był najlepszym strzelcem Stade Rennes.
Dzięki dobrej skuteczności pozyskaniem Brianda zainteresowały się między innymi takie kluby jak Arsenal, Newcastle, Portsmouth, RC Lens czy AS Saint-Étienne, jednak ostatecznie Francuz pozostał w Rennes. W sezonie 2007/2008 zdobył siedem bramek w 37 pojedynkach, a rozgrywki 2008/2009 również rozpoczął jako gracz wyjściowej jedenastki. Wówczas w linii ataku grał najczęściej razem z Mickaëlem Pagisem oraz Moussą Sow.
Pod koniec marca 2009 podczas treningu z francuską reprezentacją Briand zderzył się z Cédriciem Carrasso i zerwał więzadła w kolanie. Kontuzja wykluczyła go z gry na około 8 miesięcy. W czerwcu 2010 piłkarz za 6 milionów euro odszedł do Olympique Lyon, z którym podpisał umowę na 4 lata.
Latem 2014 Briand przeszedł na zasadzie wolnego transferu do Hannoveru. W 2015 trafił do En Avant Guingamp.
| Sezon   | Klub               | Kraj    | Rozgrywki  | Mecze | Bramki | Rozgrywki Europy   | Mecze | Bramki |
| ------- | ------------------ | ------- | ---------- | ----- | ------ | ------------------ | ----- | ------ |
| 2002/03 | Stade Rennais FC   | Francja | Ligue 1    | 1     | 0      | -                  | -     | -      |
| 2003/04 | Stade Rennais FC   | Francja | Ligue 1    | 7     | 1      | -                  | -     | -      |
| 2004/05 | Stade Rennais FC   | Francja | Ligue 1    | 10    | 0      | -                  | -     | -      |
| 2005/06 | Stade Rennais FC   | Francja | Ligue 1    | 29    | 3      | Liga Europy UEFA   | 6     | 1      |
| 2006/07 | Stade Rennais FC   | Francja | Ligue 1    | 35    | 9      | -                  | -     | -      |
| 2007/08 | Stade Rennais FC   | Francja | Ligue 1    | 37    | 7      | Liga Europy UEFA   | 6     | 0      |
| 2008/09 | Stade Rennais FC   | Francja | Ligue 1    | 27    | 8      | Liga Europy UEFA   | 3     | 1      |
| 2009/10 | Stade Rennais FC   | Francja | Ligue 1    | 23    | 5      | -                  | -     | -      |
| 2010/11 | Olympique Lyon     | Francja | Ligue 1    | 33    | 6      | Liga Mistrzów UEFA | 8     | 1      |
| 2011/12 | Olympique Lyon     | Francja | Ligue 1    | 37    | 9      | Liga Mistrzów UEFA | 8     | 2      |
| 2012/13 | Olympique Lyon     | Francja | Ligue 1    | 15    | 1      | Liga Europy UEFA   | 3     | 1      |
| 2013/14 | Olympique Lyon     | Francja | Ligue 1    | 25    | 6      | Liga Europy UEFA   | 10    | 1      |
| 2014/15 | Hannover 96        | Niemcy  | Bundesliga | 29    | 3      | -                  | -     | -      |
| 2015/16 | En Avant Guingamp  | Francja | Ligue 1    | 35    | 7      | -                  | -     | -      |
| 2016/17 | En Avant Guingamp  | Francja | Ligue 1    | 34    | 12     | -                  | -     | -      |
| 2017/18 | En Avant Guingamp  | Francja | Ligue 1    | 37    | 11     | -                  | -     | -      |
| 2018/19 | Girondins Bordeaux | Francja | Ligue 1    | 35    | 7      | Liga Europy UEFA   | 5     | 2      |
| 2019/20 | Girondins Bordeaux | Francja | Ligue 1    | 22    | 7      | -                  | -     | -      |
| 2020/21 | Girondins Bordeaux | Francja | Ligue 1    | 24    | 1      | -                  | -     | -      |
| 2021/22 | Girondins Bordeaux | Francja | Ligue 1    | 12    | 2      | -                  | -     | -      |

Stan na: 10 kwietnia 2022 r.

## Kariera reprezentacyjna
Briand ma za sobą występy w młodzieżowych reprezentacjach Francji, dla których łącznie rozegrał 66 spotkań i strzelił 31 goli. Do dorosłej drużyny narodowej po raz pierwszy został powołany w maju 2007 na mecze eliminacji do Euro 2008 przeciwko Ukrainie oraz Gruzji, jednak w obu tych spotkaniach Briand na boisku się nie pojawił. Debiut w drużynie narodowej zaliczył dopiero 11 października 2008 w zremisowanym 2:2 pojedynku z Rumunią w ramach eliminacji do Mistrzostw Świata 2010.